# Burg Lichtenberg (Salzgitter)

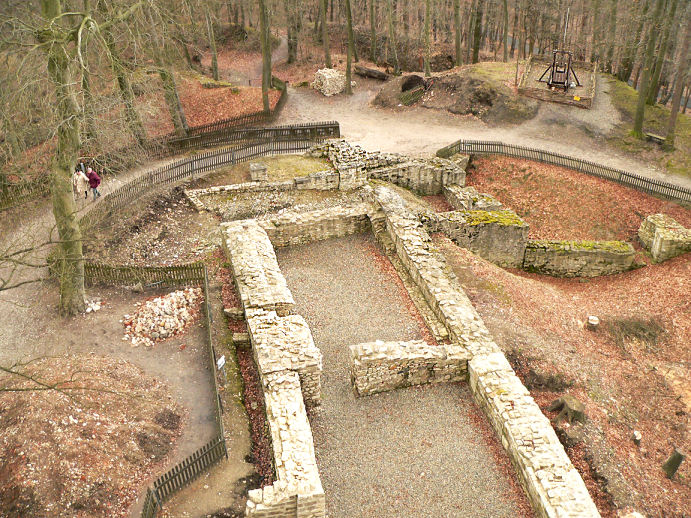
Fundamente der Hauptburg, von unten: Wirtschaftsgebäude, Kapelle, Torturm, rechts oben: Blide

Die Burg Lichtenberg, auch als „Heinrichsburg“ bezeichnet, ist die Ruine einer Höhenburg aus dem 12. Jahrhundert in den Lichtenbergen (Nordwestteil des Salzgitter-Höhenzugs) in Salzgitter in Niedersachsen. Ihre Überbleibsel stehen südlich bzw. oberhalb von Salzgitter-Lichtenberg auf der steilen Bergkuppe des Burgbergs (241 m).
Die strategisch äußerst günstig gelegene Anlage zeigt den idealtypischen Grundriss einer hochmittelalterlichen Höhenburg. Schon vor 1180 bestand die Burg, die zeitweise eine der wichtigsten welfischen Festungsanlagen darstellte, und die auch für Herzog Heinrich den Löwen von großer Bedeutung war. Die Burg wurde gegen das Hochstift Hildesheim und die staufischen Nachbarn in Goslar ausgebaut. Trotz zahlreicher Auseinandersetzungen in dieser Zeit wurde sie erst 1552 durch Kanonen eines Söldnerheeres zerstört.

## Aufbau der Burg
Die Burg besteht aus der oberen Hauptburg auf 241 m ü. NHN und einer darunter liegenden Vorburg. Die Oberburg liegt auf einem ovalen Plateau von 45 × 80 m. Auf ihm befanden sich, umgeben von einer 1,6 m starken Ringmauer, ins 14. Jahrhundert datierende Wirtschaftsgebäude, evtl. eine Kapelle und der Burgbrunnen. Am höchsten Punkt des Areals steht der Bergfried frei auf einem kreisförmigen, 2,5 m starken Fundament mit 10 m Durchmesser, der Grundriss des aufgehenden Mauerwerks ist aber sechseckig. In seiner Nachbarschaft befindet sich die Kemenate, ein Steinhaus von 12 × 12 m Größe und 1,6 m Mauerstärke. Die dortige Warmluftheizung wurde durch einen Arbeitsraum von außen befeuert und eventuell erst nachträglich eingebaut. Das Gebäude ist 1957 wieder aufgemauert worden, es widerspricht in seiner jetzigen Gestalt jedoch teilweise den Grabungsplänen und der noch erkennbaren ursprünglichen Bausubstanz. Südlich schließt eine jüngere Baustruktur an, die als Backstube interpretiert wird. Etwas unterhalb der Kernburg findet sich ein 32 × 8 m großer Palas mit benachbartem Turm und Verlies. In der Mitte der Oberburg liegt der 60 m tiefe Brunnen mit 3 m Durchmesser. Die Kernburg ist im Westen und Süden von einem sichelförmigen Halsgraben mit vorgelagertem Wall umgeben.
Die erste Bauphase der Burg wird auf den Beginn des 12. Jahrhunderts datiert, ihr Ausbau erfolgte vermutlich zwischen 1170 und 1180. Die ausgedehnte Vorburg gehört in eine jüngere Bauphase im 14. Jahrhundert, sie umgibt die Kernburg auf allen Seiten. Die Gesamtanlage besitzt somit eine Größe von 200 × 120 m. Sie war von einem Wall-/Grabensystem sowie einer Ringmauer mit 13 offenen Halbrundtürmen umschlossen. Davon sind Teile der Tormauern und der dazugehörige Burggraben erhalten. Spuren früherer Gebäude sind nur als einzelne Fundamentfragmente vorhanden.
Von der Toranlage im Südwesten führt der Weg zum Tor der Kernburg im Uhrzeigersinn um diese herum; der direkte Weg war durch eine Sperrmauer abgeschnitten.

## Geschichte

### Rolle im welfisch-staufischen Streit, Besetzung durch Staufer (1206–1208)
Erstmals wurde Burg Lichtenberg 1180 urkundlich erwähnt. Heinrich der Löwe nutzte sie als Bollwerk gegen den staufischen Kaiser Friedrich I. (Barbarossa). Das „castrum Liechtenburc“ lag an der Grenze des welfischen Fürstentums und bedrohte die benachbarten, nicht-welfischen Gebiete des Hochstifts Hildesheim sowie des Reichsguts Goslar. Im Rahmen des Reichskrieges gegen Heinrich nahm Barbarossa die Burg 1180 nach kurzer Belagerung ein. Der „Löwe“ erhielt sie erst nach dem Friedensschluss mit dem staufischen Kaiser Heinrich VI. 1194 zurück. Ein Jahr später verstarb Heinrich der Welfe.
Die staufische Fraktion im Reich wählte 1198 Philipp von Schwaben zum König, wogegen die welfische Partei im Juni desselben Jahres Otto IV., den 16-jährigen Sohn Heinrichs des Löwen, zum Gegenkönig erhob. Otto nutzte die von der Burg Lichtenberg ausgehende Macht, um der staufertreuen Reichsstadt Goslar Schaden zuzufügen. Ostentativ veranstaltete Otto 1204 einen prächtigen Hoftag auf der Burg, an den eine eigene Münzprägung die Erinnerung wachhalten sollte. Sie trug die Umschrift MONETA REGIS OTTONIS IN LEGT(ENBERG).
Um ihr Reichsgut Goslar zu sichern, ließen die Staufer 1206 ihren Reichsvogt von Goslar, Graf Hermann von Wöltingerode, gegen die Burg ziehen. Überraschend gelang ihm die Eroberung der Burg. Anfang Juni 1206 belagerte Graf Gunzelin von Wolfenbüttel erfolglos Burg Lichtenberg, nachdem Graf Hermann sie erobert hatte und von dort aus Streif- und Beutezüge in deren Vorland unternahm, auch in den Peiner Raum, Gunzelins Grafschaft.

### Erbgänge (ab 1208), Verpfändung an Braunschweig (bis 1365), Salder (bis 15. Jahrhundert)
Als Otto IV. 1208 nach der Ermordung seines Widersachers als alleiniger König anerkannt wurde, fiel die Burg an die Welfen zurück. Nach Ottos Tod 1218 ging das Erbe an Otto das Kind, Herzog von Braunschweig und Lüneburg, über. Nach dessen Tod erbte sein Sohn Herzog Johann zu Braunschweig und Lüneburg seine Güter und wurde Burgherr von Lichtenberg. Doch verlor die Burg ihre Bedeutung, nachdem es zwischen Staufern und Welfen 1235 zur Versöhnung gekommen war.
Zeitweise war die Burg an die Stadt Braunschweig verpfändet, wurde aber 1365 von den Herren von Saldern wieder ausgelöst. Sie betätigten sich von der Burg aus als Raubritter, über deren Raubzüge das Braunschweiger Fehdebuch in den Jahren 1379–1382 berichtet. 1388 gelangte die Burg an das Fürstentum Braunschweig. Die Adelsfamilie von Saldern wurde im 15. Jahrhundert von der Burg verdrängt. In Urkunden dieser Zeit werden als Vögte Rudolf von Garßenbüttel und Herwig von Uetze genannt.

Bilder der Burg Lichtenberg
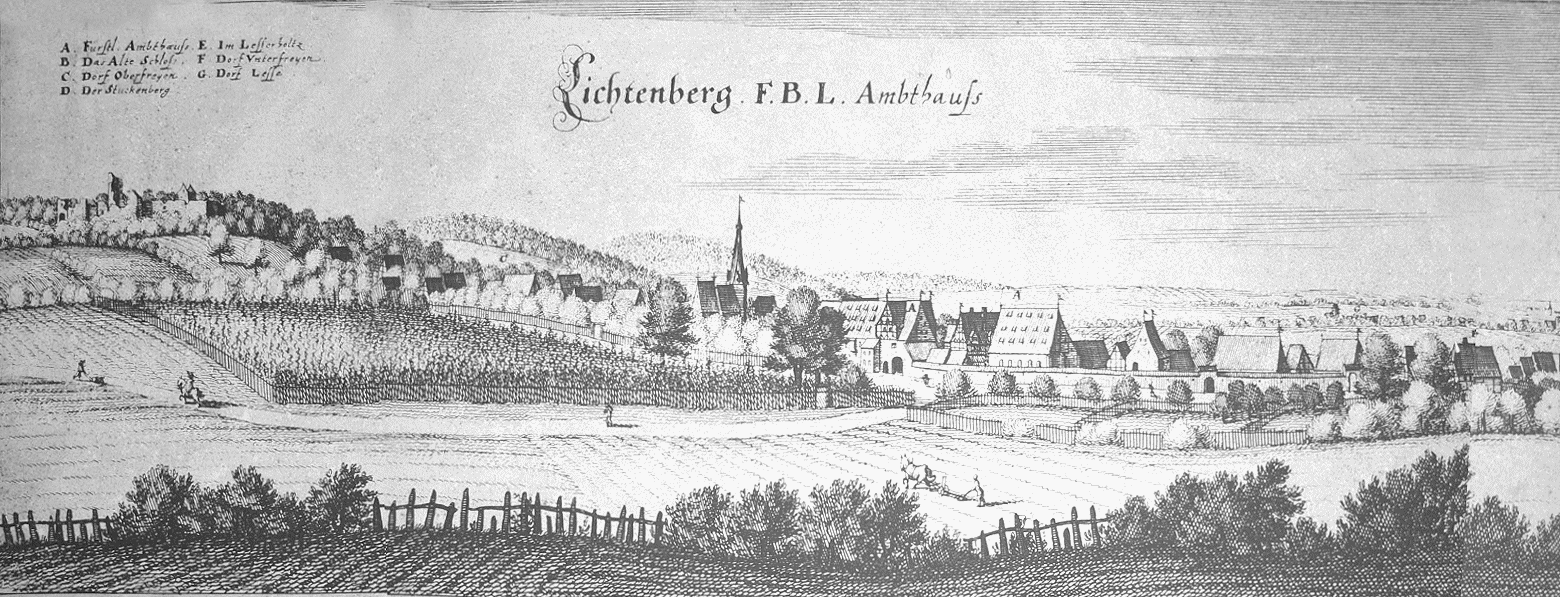
Merian-Stich um 1650 vom Ort Lichtenberg, links auf dem Berg die Burgruine
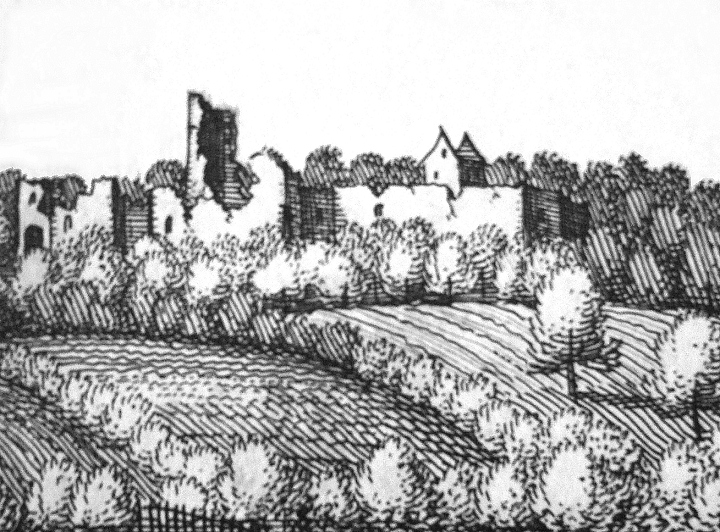
Ausschnitt der Burgruine im Merian-Stich um 1650
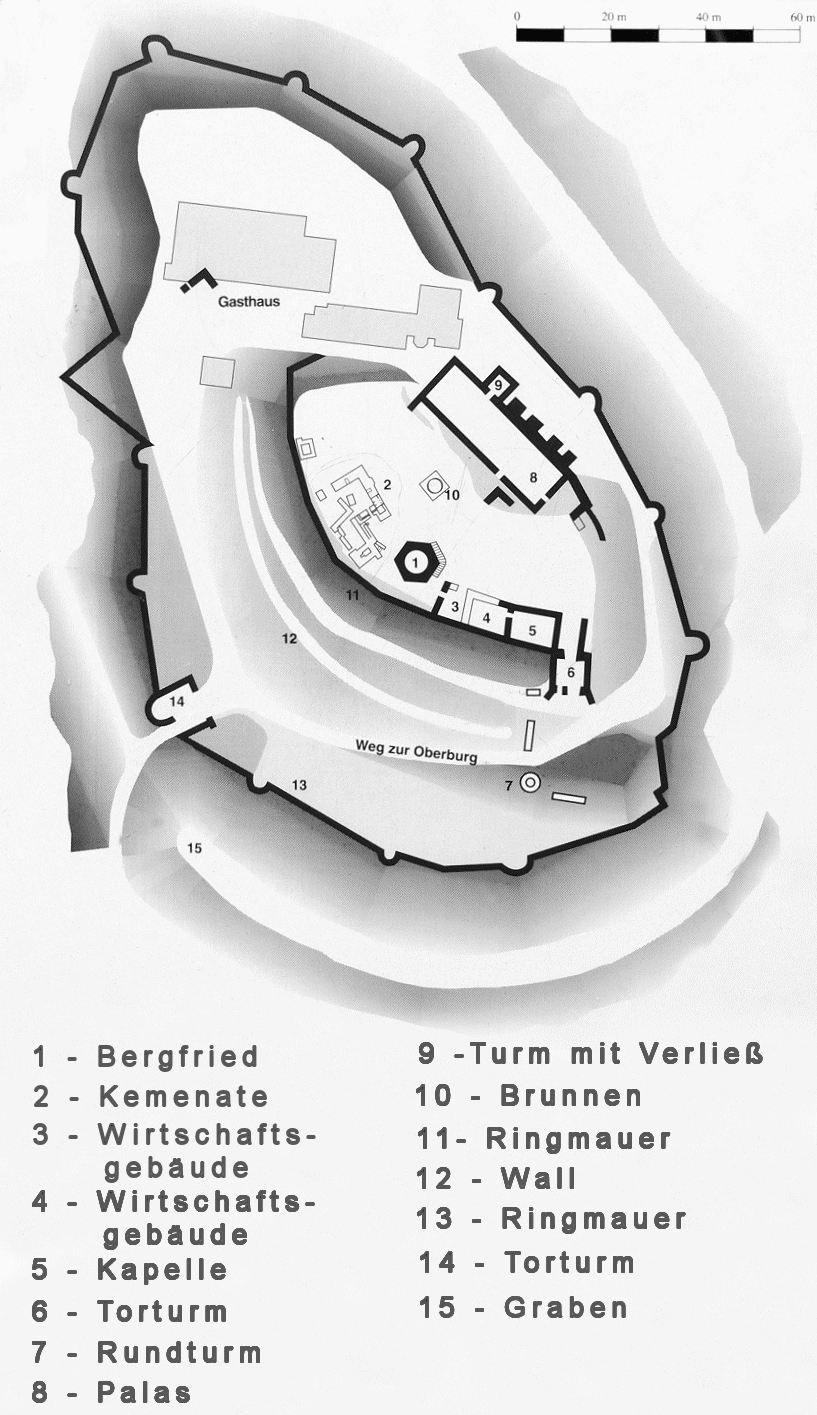
Grundriss der Burg
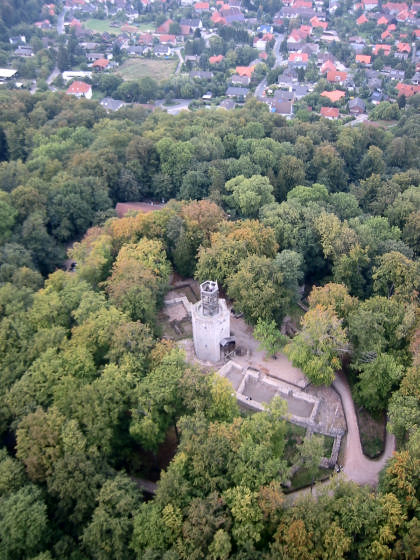
Blick von Süden auf die Burg Lichtenberg, im Hintergrund der Ort Lichtenberg
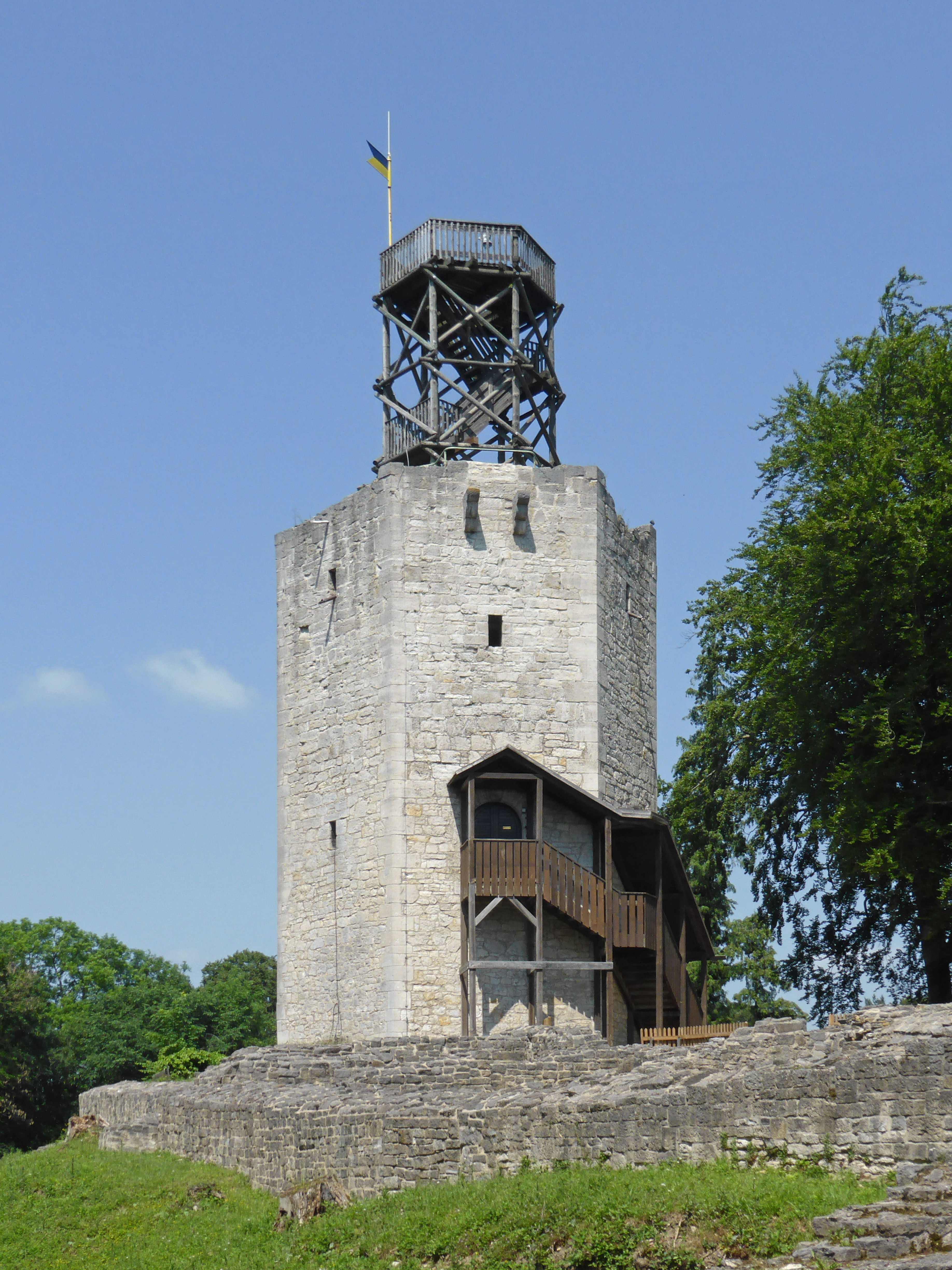
Der um 1900 neu entstandene Bergfried

### Belagerung durch Hildesheimer (1523), Zerstörung durch Schmalkaldischen Bund (1552)
In der Hildesheimer Stiftsfehde der Jahre 1519 bis 1523 wurde die Burg von den Rittern von Salder verteidigt, die als Pfandnehmer auf der Burg ansässig waren. Sie standen auf der Seite Herzog Heinrichs des Jüngeren von Braunschweig-Wolfenbüttel, dessen Gegner, der Hildesheimer Fürstbischof, versuchte die Burg zu erobern. Nachdem das Hildesheimer Hochstift an die Welfen gefallen war, verlor die Burg ihre Funktion als Bollwerk gegen dessen Ansprüche.
Am 22. Oktober 1552 zogen Einheiten des Grafen Vollrad von Mansfeld vom Schmalkaldischen Bund vor der Burg auf. Er war mit rund 5400 Landsknechten und 2100 Reitern plündernd in das Herzogtum Braunschweig eingefallen und hatte bereits Städte im Harzvorland verwüstet. Die Truppen beschossen die Burg ab dem 29. Oktober mit schweren Geschützen, unter anderem mit großkalibrigen Fürmösers, und nahmen sie nach acht Tagen ein. Im selben Jahr erschien Mansfeld auf gleiche Weise vor Burg Neuhaus in Wolfsburg. Seither ist Burg Lichtenberg eine Ruine, die Nutzung als Steinbruch zum Aufbau der Domäne Lichtenberg tat ihr übriges.

## Wiederaufbau
Im 19. Jahrhundert rückte die Burgruine ins öffentliche Interesse. Verantwortlich war das gestiegene Geschichtsbewusstsein und die langsam erwachenden nationalistischen Ideen der Bismarck-Ära nach Gründung des Deutschen Kaiserreiches 1871.
Seit 1892 gab es einen „Verschönerungsverein der Burg Lichtenberg“, der sich 1995 als „Förderverein Burg Lichtenberg e. V.“ (200 Mitglieder) neu gründete. Der Bergfried war 1861 als verfallener Mauerstumpf von 15 m Höhe eingefallen und wurde abgerissen. 1892/93 errichtete der Verschönerungsverein auf den alten Fundamenten einen neuen Bergfried mit dem gleichen sechseckigen Grundriss, der heute mit einer hölzernen Aussichtsplattform eine Höhe von etwa 25 m hat. Sie erlaubt einen weiten Ausblick in das Harzvorland und bis zum Brocken. Untersuchungen des Burgbrunnens ergaben, dass er rund 60 m tief ist und von Hand ausgeschachtet wurde. Seit 2005 steht an der Burgruine die Nachbildung einer Blide, einer mittelalterlichen Steinschleudermaschine. Auf dem Gelände der Vorburg befindet sich das Burghotel, eine Ausflugsgaststätte.
Im März 2019 wurde eine neue Aussichtsplattform auf den Turm gesetzt, nachdem die hölzerne Konstruktion am 2. September 2016 durch ein Feuer zerstört worden war.

## Ausgrabungen
Erste archäologische Ausgrabungen fanden 1893 statt. In den späten 1950er-Jahren und wieder ab 2004 folgten weitere Einzeluntersuchungen. Die Grabungen legten die Fundamente aller Steingebäude frei.
2004 grub die „Archäologische Arbeitsgemeinschaft Salzgitter“ eine Toranlage aus, die der Zeit Heinrichs des Löwen zugerechnet wird. Bis dahin waren auf der Burg nur Überreste des 14. bis 16. Jahrhunderts gefunden worden. In der freigelegten Pflasterung zeichnen sich noch die Spurrillen der Fuhrwerke ab. Interessantes Detail der älteren Burganlage ist eine Fußbodenheizung nach römischem Vorbild. Dabei wird in einem ummauerten Keller ein Feuer gehalten, das die darüberliegenden Steine und Luft im Mauerwerk erhitzt. Durch neun Öffnungen, die mit Stopfen versehen waren, konnte der Luftstrom geregelt werden. Ein separater Kamin diente als Rauchabzug.
Viele Funde von den neueren archäologischen Ausgrabungen werden in der Dauerausstellung des Städtischen Museums Schloss Salder gezeigt. Bedeutend sind das Fragment einer Hakenbüchse mit eingravierten Wappen derer von Cramm aus der ersten Hälfte des 16. Jahrhunderts und ein goldener Fingerring aus dem 13. Jahrhundert, in den eine antike Gemme eingesetzt ist, die eine Europa auf dem Stier zeigt.
Die Cramm hatten sowohl im 13., 14. sowie frühen 15. Jahrhundert mehrere Burgmannen und Vögte auf der Burg gestellt. Bei der Hakenbüchse handelt es sich womöglich um das Eigentum von Burchard von Cramm, der in der Hildesheimer Stiftsfehde auf Seiten der die Burg verteidigenden Braunschweig-Calenbergschen Partei kämpfte. Auch sein, für die Hildesheimer Partei kämpfender, Vetter Asche von Cramm kommt als Eigentümer in Betracht, zumal das zweite Wappen auf der Hakenbüchse dem der Familie von Hoym ähnelt, aus der Asches Mutter stammte.

## Gaußstein

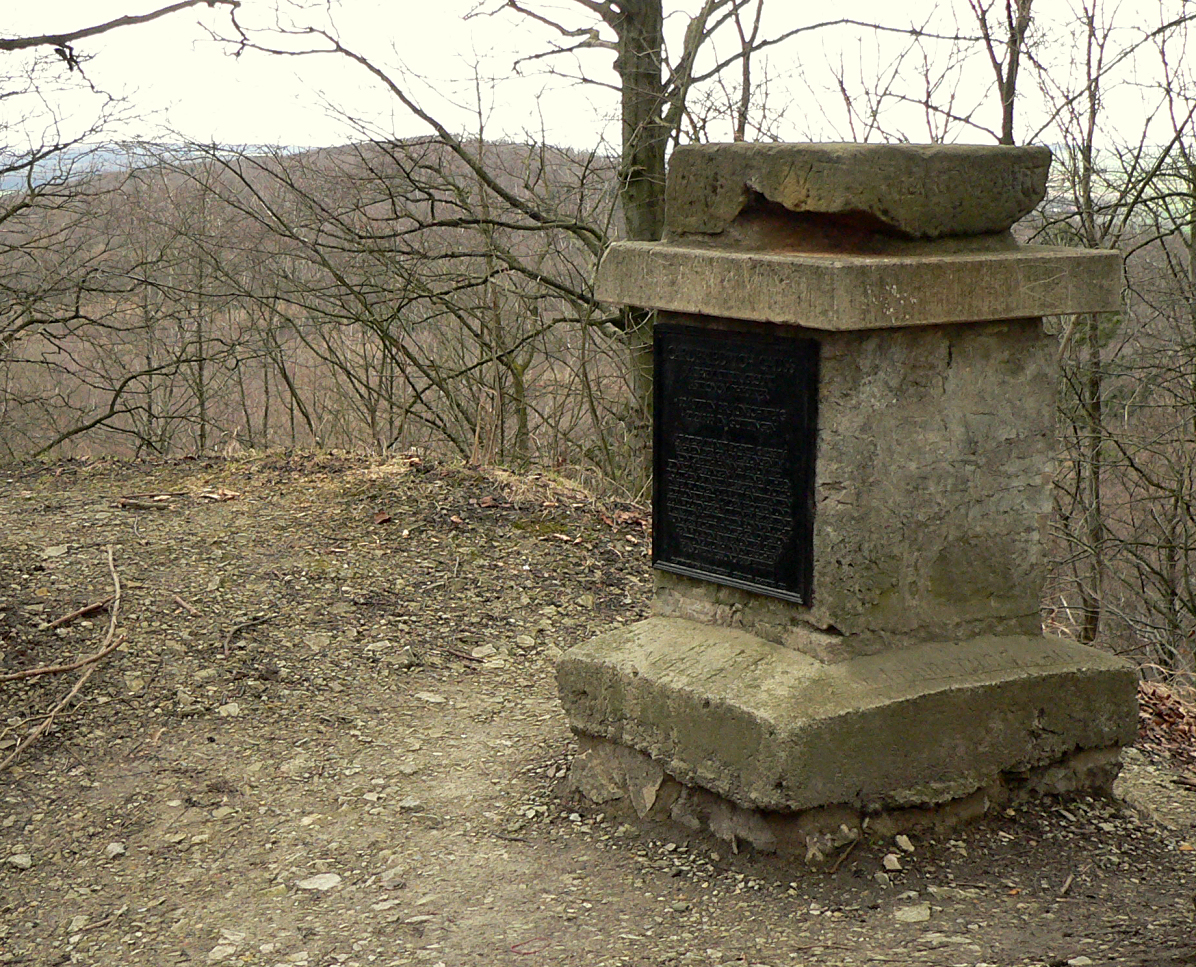
„Gaußstein“ mit einer Tafel der Gebrüder Schreitel

Oberhalb der Burgruine steht auf der Bergspitze der „Gaußstein“, ein Vermessungspfeiler, den der Mathematiker und Geodät Carl Friedrich Gauß um 1820 errichten ließ. Er steht im erhöhten Zentrum einer mittelalterlichen Turmhügelburg. Es handelt sich um die Station Lichtenberg der Gauß’schen Landesaufnahme, mit der Gauß im Auftrag König Georgs IV. das Königreich Hannover vermaß. Die von der Station Lichtenberg aus angezielten anderen Stationen sind die Stationen Brocken, Hils, Deister, Falkenberg und Garssen. Die Gedenktafel aus dem 20. Jahrhundert lieferte die Firma Gebrüder Schreitel.